# Forst an der Weinstraße

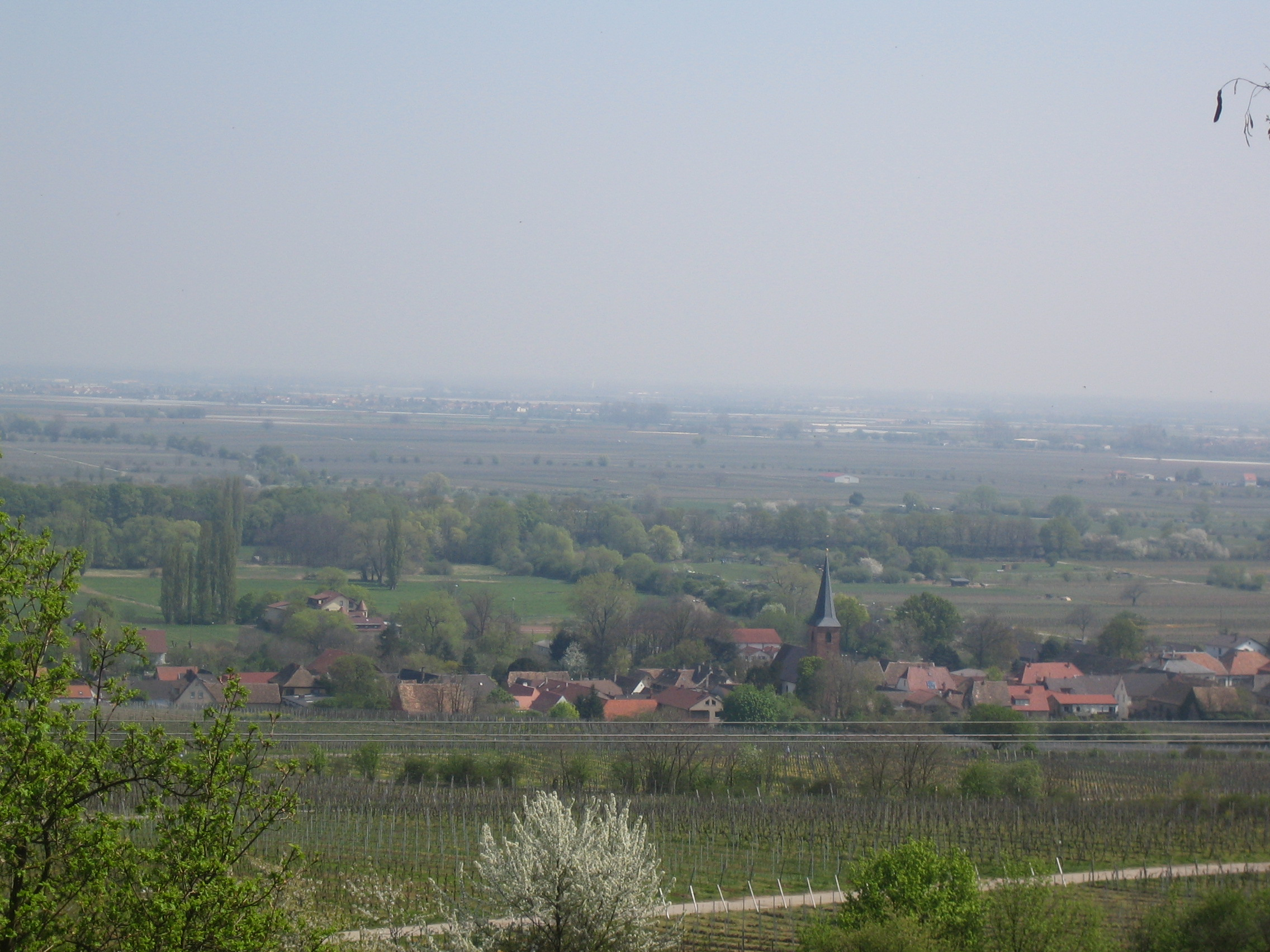
A view of Forst from across the vineyards to the west of the town.

Forst an der Weinstraße là một đô thị bên con đường rượu vang Đức ở Rheinland-Pfaz giữa Neustadt an der Weinstraße và Bad Dürkheim nước Đức. Về mặt hành chính nằm ở đô thị chung Deidesheim.